# Girl Laying Down
"Girl Laying Down" är en sång från 2006 av den svenska artisten Anna Ternheim. Den finns med som andralåt på hennes andra studioalbum Separation Road (2006) samt som förstalåt på det för den amerikanska marknaden utgivna Halfway to Fivepoints (2008).
"Girl Laying Down" utgavs också som singel 2006 där b-sidan var en "naken" version av samma låt. Den nakna versionen finns också med på en bonusskiva som medföljde vissa utgåvor av Separation Road. Singeln utgavs i Sverige av Stockholm Records och i Tyskland av EmArcy. Den tyska versionen hade en låt mer än den svenska: "Little Lies". Stockholm Records gav också ut en promotionversion av singeln. Samtliga versioner utgavs på CD.

## Låtlista

### Den svenska versionen
1. "Girl Laying Down" - 2:59 (Anna Ternheim)
2. "Girl Laying Down (Naked Version)" - 3:07 (Anna Ternheim)

### Den tyska versionen
1. "Girl Laying Down" - 2:59 (Anna Ternheim)
2. "Little Lies" - 4:20 (Christine McVie, Eddy Quintela)
3. "Girl Laying Down (Naked Version)" - 3:07 (Anna Ternheim)

### Promotionversionen
1. "Girl Laying Down" - 2:59 (Anna Ternheim)

## Medverkande

### Musiker
- Staffan Andersson - elgitarr (1)
- Torbjörn Bernhardsson - fiol (1)
- Andreas Dahlbäck - arrangemang (1), piano (2)
- Ulrika Edström - cello (1)
- Pelle Jacobsson - trummor (1), marimba (1), bongos (1)
- Peter LeMarc - munspel (2)
- Johan Lindström - gitarr (2)
- Sven Lindvall - bas (1)
- Jesper Nordenström - piano (1, 3)
- Mikael Sjögren - viola (1)
- Stockholm Session Strings - stråkar (1)
- Anna Ternheim - gitarr (2), sång
- Per Öhman - fiol (1)

### Övriga
- Andreas Dahlbäck - mixning (2-3), producent, inspelning
- Designbyrån Yvonne, layout
- Mårten Eriksson - inspelning av stråkar (1)
- Linus Larsson - inspelning 1-3)
- Jonas Linell - foto
- Simon Nordberg - mixning (1)
- Andreas Ossler - tekniker (1)
- Claes Persson - mastering
- Anna Ternheim - design, medproducent (1), mixning (1), producent (2-3)
- United Stage Management Group - management
- Otto Wellton - tekniker (1)

## Listplaceringar
| Lista (2006) | Topplacering |
| ------------ | ------------ |
| Sverige      | 48           |

### Fotnoter
1. ↑  ”Separation Road”. Discogs.com. http://www.discogs.com/Anna-Ternheim-Separation-Road/release/803839. Läst 18 maj 2012.
2. ↑  ”Girl Laying Down”. Discogs.com. http://www.discogs.com/Anna-Ternheim-Girl-Laying-Down/master/154384. Läst 18 maj 2012.
3. ↑  Placeringar på den svenska singellistan